# Ràpida i mortal
Ràpida i mortal (títol original en anglès: The Quick and the Dead) és una pel·lícula estatunidenca dirigida per Sam Raimi, estrenada el 1995 i doblada al català.

## Argument
A la ciutat de Redemption, tots els anys té lloc un concurs que premia el millor tirador del món sencer amb una enorme suma de diners. Fins ara, el tirànic amo de la ciutat, Herold, sempre ha guanyat. Aquesta vegada Ellen, una encisadora jove estrangera participa en el concurs i està ben decidida a guanyar-lo.

## Repartiment
- Sharon Stone: Ellen
- Gene Hackman: John Herod
- Russell Crowe: Cort
- Leonardo DiCaprio: Fee Herod
- Tobin Bell: Dog Kelly
- Roberts Blossom: Doc Wallace
- Kevin Conway: Eugene Dred
- Keith David: el sergent Clay Cantrell
- Lance Henriksen: Ace Hanlon
- Pat Hingle: Horace
- Gary Sinise: el marshal
- Mark Boone Junior: Scars
- Olivia Burnette: Katie
- Fay Masterson: Mattie Silk
- Raynor Scheine: Ratsy

## Al voltant de la pel·lícula[calcitació]
- El rodatge es va desenvolupar entre novembre de 1993 i febrer de 1994 a Mescal i Tucson, a Arizona.

## Premis[calcitació]
- Nominació a la millor actriu per a Sharon Stone, per l'Acadèmia de cinema de ciència-ficció, fantàstic i de terror el 1996.